# New Bern
New Bern är en stad (city) i den amerikanska delstaten North Carolina med en yta av 69,9 km² och en folkmängd som uppgår till 29 524 invånare (2010). New Bern är administrativ huvudort i Craven County.
Christoph von Graffenried, en schweizisk baron, grundade New Bern år 1710. Hans syfte var att grunda en bosättning för anabaptister från Bern i Schweiz.

## Kända personer från New Bern
- Lewis Addison Armistead, general i Amerikas konfedererade staters armé
- George Edmund Badger, politiker, USA:s marinminister 1841, senator 1846–1855
- John S. Battle, politiker, guvernör i Virginia 1950–1954
- Kevin Williamson, manusförfattare